# Székásveresegyháza község
Székásveresegyháza község (románul: Comuna Roșia de Secaș) község Fehér megyében, Romániában. Központja Székásveresegyháza, beosztott falvai Gergelyfája, Székástóhát.

## Népessége
A 2011-es népszámlálás adatai alapján a község népessége 1542 fő volt.